# Ivan Madeo
Ivan Madeo (* 1976 in Bern) ist ein italienischer Drehbuchautor und Filmproduzent. Der von ihm produzierte Kinofilm Der Kreis von Stefan Haupt wurde an den Internationalen Filmfestspielen Berlin 2014 mit dem Panorama Publikumspreis und dem Teddy Award ausgezeichnet. Der sozialkritische Katastrophenfilm Heimatland, ein viel diskutiertes Kollektivwerk unter der Regie von 10 Schweizer Nachwuchsfilmemachern, erhielt mehrere nationale und internationale Auszeichnungen.

## Leben
Nach seinem doppelten Abschluss in Klinischer Psychologie und Film- und Fernsehjournalistik an der Universität Fribourg arbeitete er als Texter-Konzepter sowie als Filmverantwortlicher in einigen der grössten Werbeagenturen der Schweiz und Italiens. Für seine Kreativarbeit in der Werbung erhielt über 70 internationale Auszeichnungen, darunter mehrere Cannes Lions, Epica Awards und Eurobest Awards. Gleichzeitig sammelte er Erfahrung in Schweizer Filmproduktionen und führte bei Kurzfilmen Regie. Seit 2009 entwickelt und produziert er Spielfilme und Dokumentarfilme in der von ihm mitbegründeten Produktionsfirma CONTRAST FILM mit Sitz in Bern und Zürich. Ivan Madeo schreibt auch Drehbücher, für jenes zum Kinofilm Der Kreis hat er 2015 den Schweizer Filmpreis in der Kategorie Bestes Drehbuch erhalten. Madeo hat an mehreren internationalen Filmfestivals in Spartenkategorien als Jury-Mitglied mitgewirkt, unter anderem an den Internationalen Filmfestspielen Venedig, am Molodist Kiew, Filmfest Hamburg und FICG Guadalajara. Er ist Mitglied der European Film Academy, der Schweizer Filmakademie und Mitglied der Fachkommission Dokumentarfilm beim BAK. Außerdem ist Ivan Madeo im Vorstand des SFP sowie im Stiftungsrat von FOCAL.

## Filmografie (Auswahl)
Als Drehbuchautor
- 2014: Der Kreis
- 2020: Bis wir tot sind oder frei

Als Produzent
- 2010: Down this Road
- 2012: Child’s Dream – Zwei Banker auf Sinnsuche
- 2012: Un mundo para Raúl
- 2013: Montauk
- 2014: Jimmyjoe
- 2014: Der Kreis
- 2015: Heimatland
- 2017: Der Läufer
- 2020: Stürm – Bis wir tot sind oder frei
- 2021: Caveman – The Hidden Giant
- 2021: Tatort: Schattenkinder
- 2022: Tatort: Risiken mit Nebenwirkungen
- 2023: Und dass man ohne Täuschung zu Leben vermag
- 2023: Davos 1917
- 2023: Stella. Ein Leben.
- 2024: Landesverräter